# Hermanowo (Szczepanki)
Hermanowo – osada w Polsce położona w województwie kujawsko-pomorskim, w powiecie grudziądzkim, w gminie Łasin przy drodze powiatowej Nowe Mosty – Bogdanki.
W latach 1975–1998 miejscowość administracyjnie należała do województwa toruńskiego.

## Historia
Niegdyś folwark dóbr ziemskich w Szczepankach.